# Andreas Wenzel
Andreas Wenzel (* 18. března 1958 Planken) je lichtenštejnský alpský lyžař. Na olympijských hrách v Lake Placid roku 1980 získal stříbrnou medaili v obřím slalomu. Ve stejné disciplíně vybojoval o čtyři roky později na olympiádě v Sarajevu bronzovou medaili. V roce 1978 se stal mistrem světa v kombinaci. Tři tituly má i ze Světového poháru (1980 celkem, 1984 kombinace, 1985 kombinace). Ve světovém poháru vyhrál 14 závodů, 48krát stál na stupních vítězů. Jeho sestra Hanni Wenzelová byla rovněž alpskou lyžařkou a je nejúspěšnějším lichtenštejnským sportovcem vůbec.